# FK Oleksandria
Pour les articles homonymes, voir FKO.
Maillots
Actualités
Dernière mise à jour : 4 juillet 2025.
Le Futbolny Klub Oleksandria (en ukrainien : Футбольний Клуб Олександрія), plus couramment abrégé en FK Oleksandria ou FKO, est un club ukrainien de football fondé en 1948 et basé dans la ville d'Oleksandria, dans l'oblast de Kirovohrad.
Il évolue dans le championnat d'Ukraine de première division depuis la saison 2015-2016.
Le FC UkrAhroKom Holovkivka était un club professionnel du village de Holovkivka, dans le district d'Oleksandria. Il fusionne en 2014-2015 avec le PFK Oleksandria pour être rebaptisé FK Oleksandria

## Histoire

### Période soviétique
Sous l'ère soviétique, l'ancêtre du PFCO est le Chakhtar Oleksandria de 1948 à 1990. Le club évolue la majorité de son temps dans le championnat régional de RSS d'Ukraine et connait durant les années 1960, neuf saisons consécutives en troisième division d'Union soviétique.

### Période ukrainienne
Le club dans sa version actuelle est fondé en 1990 sous le nom de Polihraftekhnika Oleksandria sous l'impulsion de l'usine local Polihraftekhnika qui crée une section football.
Durant le printemps 1992, le club se place troisième du groupe A de deuxième division et gagne le droit de disputer le championnat national de deuxième division 1992-1993. Le club évolue neuf saisons consécutives en deuxième division puis est promu en première division lors de la saison 2001-2002. Le club termine treizième et dispute un match de barrage contre un prétendant à la montée, le Polissia Zhytomyr. Le Polihraftekhnika gagne par un but à zéro et se maintient en première division ukrainienne.
La saison suivante, le club termine de nouveau treizième puis à la suite de problèmes financiers, le club est exclu de toute compétition pour la saison 2003-2004 par la ligue de football professionnel ukrainienne. Le nom officiel du club devient le FK Oleksandria. Le club commence la saison 2004-2005 en troisième division puis est promu en deuxième division la saison suivante après l'obtention d'une place de vice-champion du groupe B.
Le club intègre la deuxième division en 2006-2007. Il glane le titre de champion de D2, cinq saisons plus tard, en 2010-2011.

### Identité visuelle

Ancien logo
Logo actuel

## Politique sportive du club
Le manque d'une deuxième division de qualité est l'un des problèmes que rencontre le football ukrainien. Il est considéré que sur les dix-huit clubs de deuxième division, seuls six ou sept ont les infrastructures suffisantes pour pérenniser leur statut en cas d'accession à la première division et ne pas connaitre une relégation quasi immédiate.
Le PFCO est l'un de ces clubs réguliers de deuxième division à souhaiter arriver à se maintenir solidement en première division. Pour cela, le club adopte une politique de formation des jeunes joueurs et se dote de terrain de d'entrainement et d'une académie.

## Bilan sportif
Depuis l'indépendance de l'Ukraine, le club évolue trois saisons en première division et ses meilleures performances sont deux treizième place acquises lors des saisons 2001-2002 et 2002-2003. Le club évolue également quinze saisons en deuxième division avec pour meilleure performance un titre de champion en 2011. Le PFCO dispute aussi deux éditions du championnat de troisième division.

### Palmarès
| Championnats nationaux |
| - Championnat d'Ukraine (0) : - Vice-champion : 2024-2025. - Championnat d'Ukraine D2 (2) : - Champion : 2010-2011 et 2014-2015. |

### Classements en championnat
La frise ci-dessous résume les classements successifs du club dans le championnat d'Union soviétique.
La frise ci-dessous résume les classements successifs du club dans le championnat d'Ukraine.

### Bilan européen
Note : dans les résultats ci-dessous, le score du club est toujours donné en premier.
| Saison    | Compétition      | Tour             | Clubs             | Domicile | Extérieur | Total     |
| --------- | ---------------- | ---------------- | ----------------- | -------- | --------- | --------- |
| 2016-2017 | Ligue Europa     | Troisième tour Q | Hajduk Split      | 0 - 3    | 1 - 3     | 1 - 6     |
| 2017-2018 | Ligue Europa     | Troisième tour Q | Astra Giurgiu     | 1 - 0    | 0 - 0     | 1 - 0     |
| 2017-2018 | Ligue Europa     | Barrages Q       | BATE Borisov      | 1 - 2    | 1 - 1     | 2 - 3     |
| 2019-2020 | Ligue Europa     | Groupe I         | VfL Wolfsbourg    | 0 - 1    | 1 - 3     | Quatrième |
| 2019-2020 | Ligue Europa     | Groupe I         | KAA La Gantoise   | 1 - 1    | 1 - 2     | Quatrième |
| 2019-2020 | Ligue Europa     | Groupe I         | AS Saint-Étienne  | 2 - 2    | 1 - 1     | Quatrième |
| 2025-2026 | Ligue Conférence | Deuxième tour Q  | Partizan Belgrade | 0 - 2    | 0 - 4     | 0 - 6     |

Légende
- Victoire ou qualification pour le tour suivant
- Match nul
- Défaite ou élimination de la compétition

## Personnalités du club

### Entraîneurs
| - Oleksandr Ichtchenko (janvier 1992-juin 1992) - Yuriy Koval (août 1992-septembre 1994) - Anatoliy Bouznik (septembre 1994-juin 1996) - Yuriy Koval (juillet 1996-septembre 1997) - Serhiy Marousine (septembre 1997-mai 1998) - Hryhoriy Ichtchenko (juin 1998-juin 1998) - Anatoliy Radenko (juillet 1998-septembre 1999) | - Hryhoriy Ichtchenko (septembre 1999-novembre 1999) - Roman Pokora (janvier 2000-juin 2003) - Roman Pokora (juillet 2004-juin 2006) - Viktor Bohatyr (juillet 2006-avril 2008) - Yuriy Koval (juin 2008-août 2009) - Serhiy Kovalets (août 2009-janvier 2010) - Volodymyr Charane (janvier 2010-décembre 2011) | - Leonid Buryak (janvier 2012-avril 2012) - Andriy Kouptsov (avril 2012-mai 2013) - Vitaliy Pervak (mai 2013-juin 2013) - Volodymyr Charane (juin 2013-mai 2021) - Yuriy Houra (mai 2021- ) |